# Forêts de plaine de Guinée occidentale
Localisation
L'écorégion des forêts de plaine de l'ouest de la Guinée (WWF #AT0130) est une écorégion des forêts tropicales humides de feuillus d'Afrique de l'Ouest. Il est centré sur le Libéria, avec des portions dans les pays voisins. C'est la forêt tropicale humide la plus à l'ouest d'Afrique et présente des niveaux élevés d'endémisme des espèces, avec plus de 200 espèces de plantes endémiques,,,.

## Géographie
L'écorégion comprend les forêts de plaine s'étendant de l'océan Atlantique à quelques centaines de kilomètres à l'intérieur des terres et de l'ouest de la Côte d'Ivoire à travers le Libéria, le sud-est de la Guinée, la majeure partie de la Sierra Leone et le sud-ouest de la Guinée.
Le terrain est relativement plat, avec une altitude moyenne de 2 225 mètres et quelques montagnes isolées qui culminent à 1 290 mètres (4 232,283471 pi). Les principaux fleuves comprennent la rivière Sewa, la rivière Mano, la rivière Saint - Paul, la rivière Cavalla et la rivière Sassandra. Les sols sont pauvres, latéritiques fortement lessivés.
Le fleuve Sassandra de Côte d'Ivoire sépare les forêts guinéennes occidentales des forêts guinéennes orientales qui se trouvent à l'est. À l'intérieur des terres et à l'ouest, les forêts guinéennes occidentales passent à la mosaïque forêt-savane guinéenne et aux forêts montagnardes guinéennes à des altitudes plus élevées.
Les forêts de Guinée occidentale, ainsi que les autres forêts tropicales humides d'Afrique de l'Ouest, sont incluses dans le point chaud de biodiversité des forêts guinéennes d'Afrique de l'Ouest de Conservation International.

## Climat
Le climat de l'écorégion est le climat de savane tropicale - hiver sec ( classification climatique de Köppen (Aw) ). Les températures peuvent atteindre en moyenne 30 à 33 degrés (C) pendant les mois chauds, 12 à 12 (C) pendant les mois les plus froids. La saison des pluies s'étend de mai à octobre, avec des précipitations atteignant 3 300 mm/an ou plus dans les régions les plus élevées,.

## la faune et la flore
La forêt fermée couvre les deux tiers de l'écorégion, principalement des feuillus à feuilles persistantes, mais une grande partie de celle-ci est une seconde croissance ou autrement perturbée par les activités humaines. Un autre 22% du terrain est une forêt ouverte ou un arbuste. Le terme « farmbush » a été appliqué à la croissance secondaire dégradée qui suit l'agriculture sur brûlis. Les arbres communs comprennent Dacroydes klaineana, Strombosia glaucescens, Allanblackia floribunda, Coula edulis et Diospyros sanza-minika. Les forêts semi-décidues se produisent à des altitudes plus basses en Guinée.
Parce que les zones humides se sont étendues et contractées pendant la période glaciaire, des «îlots» d'espèces spécialisées se sont développés. Certaines de ces zones de communautés floristiques et fauniques diversifiées se trouvent dans des aires protégées.

## Zones protégées
Une évaluation de 2017 a révélé que 24 028 km², soit 12 %, de l'écorégion se trouvent dans des aires protégées. Seulement 2% de la zone non protégée est couverte de forêts relativement intactes. Les aires protégées comprennent :
- Parc National de Taï en Côte d'Ivoire,
- Parc national de Lofa-Mano, au Libéria,
- Parc national de Sapo au Libéria,
- Réserve forestière de Diecké en Guinée, et
- Réserve forestière de Collines de Kangari, en Sierra Leone.